# Железнодорожная катастрофа в Лебусе
Железнодорожная катастрофа в Лебусе — железнодорожная катастрофа, произошедшая на железнодорожной станции Бузен 27 июня 1977 года. В результате лобового столкновения двух составов погибло 29 человек. 

## История
Станция Бузен имела только две железнодорожные колеи. Скоростной поезд D 1918 двигался из Циттау в Штральзунд. Персонал локомотива впервые работал на этом маршруте. Это была шестая самостоятельная поездка машиниста локомотива. Из-за технических неполадок и ошибки дежурного по станции скоростной поезд был направлен на колею, где в этот момент в противоположном направлении двигался грузовой поезд Dg 50101. Из-за того, что машинист и персонал локомотива впервые ехали по данному маршруту, они не поняли, что поезд направляется не по той колее. Водитель грузового поезда, увидев приближение пассажирского локомотива, нажал на тормоз и выпрыгнул из кабины. Из-за слишком большой скорости около 100 км/час столкновения избежать не удалось. В результате столкновения оба локомотива и первые вагоны поездов были полностью уничтожены. В результате столкновения погибло 29 человек, 7 получили тяжелые травмы. Многие из пострадавших были детьми из района Циттау, ехавшими на отдых в лагерь на Балтийском море. Ущерб, нанесенный в результате происшествия, составил 4 миллиона марок.